# Canton de Saint-Gondon
Le canton de Saint-Gondon, appelé aussi canton de Coullons, est une ancienne division administrative française du district de Gien situé dans le département du Loiret.

## Histoire
Le canton est créé le 10 février 1790 sous la Révolution française.
Le chef-lieu de canton est transféré de Saint-Gondon à Coullons en 1794 ou 1795 (An III).
Le canton disparaît en 1801 (9 vendémiaire, an X) sous le Premier Empire ; Cerdon, Lyon et Saint-Florent sont reversées dans le canton de Sully ; Coullons et Saint-Gondon intègrent le canton de Gien.

## Géographie
Le canton de Saint-Gondon comprend les cinq communes suivantes : Cerdon, Coullons (ou Coulons), Saint-Gondon (ou Saint-Goudon), Lyon (ou Lion) et Saint-Florent.